# Donji Orahovac
Donji Orahovac (srbsky Доњи Ораховац) je vesnice a přímořské letovisko v Černé Hoře, nacházející se u zálivu Boka Kotorska. Je součástí opčiny města Kotor, od něhož se nachází asi 8 km severně. V roce 2003 zde žilo celkem 257 obyvatel.
Sousedními letovisky jsou Dobrota a Dražin Vrt.